# Женская сборная Мадагаскара по гандболу
Женская сборная Мадагаскара по гандболу — национальная команда по гандболу, представляющая Мадагаскар на международных соревнованиях. Управляется Федерацией гандбола Мадагаскара.

## История
Женская сборная Мадагаскара никогда не участвовала в летних Олимпийских играх и чемпионатах мира.
До последнего времени выступления мадагаскарских гандболисток ограничивались Всеафриканскими (Африканскими) играми. В 1987 году в Найроби и в 1991 году в Каире сборная Мадагаскара должна была участвовать в них как победитель зонального турнира, но информации о её выступлениях нет. На Всеафриканских играх 2011 года в Мапуту мадагаскарские гандболистки на групповом этапе проиграли Конго (11:35) и Нигерии (10:35), в полуфинале за 9-12-е места — Гане (24:26), в матче за 11-12-е места — Мозамбику (23:30).
В 2021 году женская сборная Мадагаскара дебютировала на чемпионате Африки в Яунде. На групповом этапе она проиграла Сенегалу (16:42), Тунису (16:44) и Гвинее (16:35), а в турнире за 9-11-е места потерпела поражения от Кении (30:33) и Кабо-Верде (16:30).

## Результаты выступлений

### Чемпионаты Африки
- 1974—2018 — не участвовала
- 2021 — 11-е место

### Африканские игры
- 1965—1978 — не участвовала
- 1987 — ?-е место
- 1981 — ?-е место
- 1995—2007 — не участвовала
- 2011 — 12-е место
- 2015—2019 — не участвовала